# Cedar Flat
Cedar Flat est une census-designated place du comté de Placer, dans l'État de Californie, aux États-Unis. En 2020, elle compte une population de 797 habitants.